# Soda (album)
Soda – debiutancki album zespołu Soda, wydany w 1998 roku przez firmę fonograficzną Koch (numer katalogowy 33746-2). 

## Spis utworów
1. Parę chwil
2. Nie mamy adresu
3. Cieplej
4. Twój cień
5. Spalona miłość
6. Powiedzieć
7. Ryby
8. Kiedy jesteś tu ze mną
9. To nie mogłem być ja
10. Chciałbym wiedzieć
11. Noc